# Caitlin van der Maas

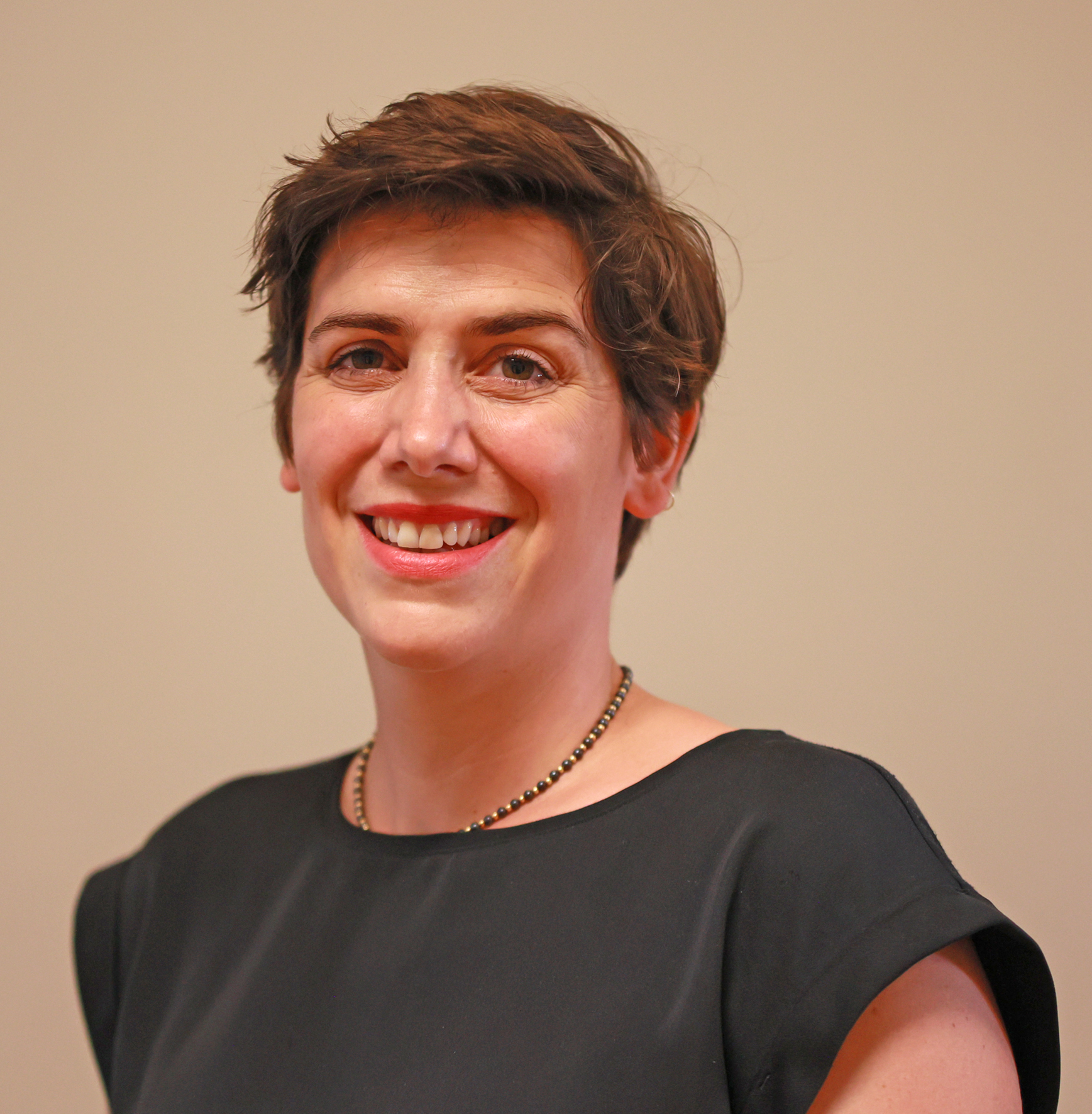
Caitlin van der Maas 2022

Caitlin van der Maas (* 2. Juli 1983 in Amersfoort) ist eine niederländische Regisseurin, Schriftstellerin und Theaterpädagogin, die in München lebt.

## Leben
Caitlin van der Maas wuchs in den Niederlanden auf. Ihr Abitur legte sie 2002 am Greydanus College in Zwolle ab. Im Anschluss begann sie in Artez (Zwolle) ihr Theaterstudium. Von 2007 bis 2011 studierte sie Regie in Amsterdam an der Amsterdamse Hogeschool voor Kunsten. 2009 war sie für vier Monate als Austauschstudentin an der Hochschule für Musik und Theater, Hamburg. Die nächste Station war eine Anstellung als Regieassistentin an den Münchner Kammerspielen bei Johan Simons. 2015 startete sie als freie Regisseurin. Im selben Jahr war sie Stipendiatin der Akademie der Künste. 2017 erhielt sie ein Stipendium für das internationalen Forum der Berliner Festspiele.

## Werk
Ihr Werk beschäftigt sich mit Identitätsfragen. 2015 führte sie Regie für die Solo-Produktion Face Me mit der Schauspielerin Sandra Hüller, die in einem unterirdischen Schwimmbad realisiert wurde. 2016 inszenierte sie mit Korridor eine Produktion über Wahrnehmungsveränderungen bei psychisch Kranken in der LMU Klinik in München. Karl im ALL zu Hause ist eine Inszenierung zur digitalen Identität, die die freie Szene im Bereich Musiktheater erweitert. Identitätsfragen betreffen auch die Zusammenstellung der Teams, indem Laien und professionelle Schauspieler gemischt werden. Manchmal führte das zu Verlusten wie bei dem Komponisten Claas Krause, der nicht so schnell ersetzbar war. Im Bereich Musiktheater stellt Caitlin van der Maas offene Fragen, die zum Mitdenken anregen sollen. Mit dem Stück Die goldene Lüge hat sie ein Gedankenexperiment entwickelt mit Fragen zur Realität des Erzählens.

## Rezeption
Das Stipendium der Akademie der Künste stärkte ihre Präsenz in der Theaterwelt. Für Short-lived erhielt sie den 2. Giesinger Kulturpreis. Mit dem Libretto Arianna Arianna Arianna gewann sie 2018 den Wettbewerb an der Neuköllner Oper Berlin.